# Spinegesina hiekei
Spinegesina hiekei là một loài bọ cánh cứng trong họ Cerambycidae.